# 大倉芳郎
大倉 芳郎（おおくらよしろう、1915年 - 2003年2月5日）は、日本の作詞家。本名は鈴木芳一（すずきよしかず）。
東京都出身。流行歌だけではなく、市町村歌や校歌も作詞した。
2003年2月5日午前9時、前立腺癌のため都内の病院で死去。享年87。

## 主な作品
- 池辺晋一郎 [2] 「水のうぶすな奥秩父」「すみだがわ今むかし」「隅田川花火の響宴」「江東の情緒」「甦れいのちのふるさと」
- 伊藤久男「山のけむり」「サビタの花」
- 岡晴夫「アラカンの夜明け」「アリランの夜明け」
- 春日八郎「赤いランプの終列車」「霧島の女」「指宿の夜」「比叡の女」
- 芹洋子「夏みかんの花～武家屋敷土塀のかげに」
- 高木東六 [3] 「メナムの流れに」「シンガポール愛のくに」「ロンドンタワーの霧にぬれて」「モナリザが泣いている」「ザルツブルグの鐘」「ウィーンの雨」「レマン湖の夕映え」「パリのシャンソン小屋」「立山讃歌」「砂丘のかげの甘い恋」「山小舎のジャン」「あかるい笑顔」
- 渡辺浦人 「つくしんぼ」「カルガモ天国」「サケの子かえれ多摩川へ」「合唱組曲「多摩川」」「多摩川のジョギングさん」「河童の涙」